# Herb archidiecezji szczecińsko-kamieńskiej
Herb archidiecezji szczecińsko-kamieńskiej − symbol heraldyczny archidiecezji szczecińsko-kamieńskiej.
Blazonowanie
Tarcza dwudzielna w pas, u dołu dwudzielna w słup. W polu górnym, zielonym, widnieje wizerunek Matki Boskiej Częstochowskiej w barwach naturalnych. W dolnym prawym, błękitnym polu czerwona głowa gryfa ze złotym dziobem w złotej koronie (symbol ten występuje także w herbie Szczecina). W dolnym lewym srebrnym polu czerwony krzyż (z herbu dawnego biskupstwa kamieńskiego).